# Aktaj (cratère)
Le cratère Aktaj est un cratère d'impact de 5,01 km de diamètre situé sur Mars dans le quadrangle de Lunae Palus. Il a été nommé en référence à la ville d'Aktaj en Russie.